# Paullinia fusiformis
Paullinia fusiformis är en kinesträdsväxtart som beskrevs av L. Radlk.. Paullinia fusiformis ingår i släktet Paullinia och familjen kinesträdsväxter. Inga underarter finns listade i Catalogue of Life.